# 1991-es női labdarúgó-világbajnokság

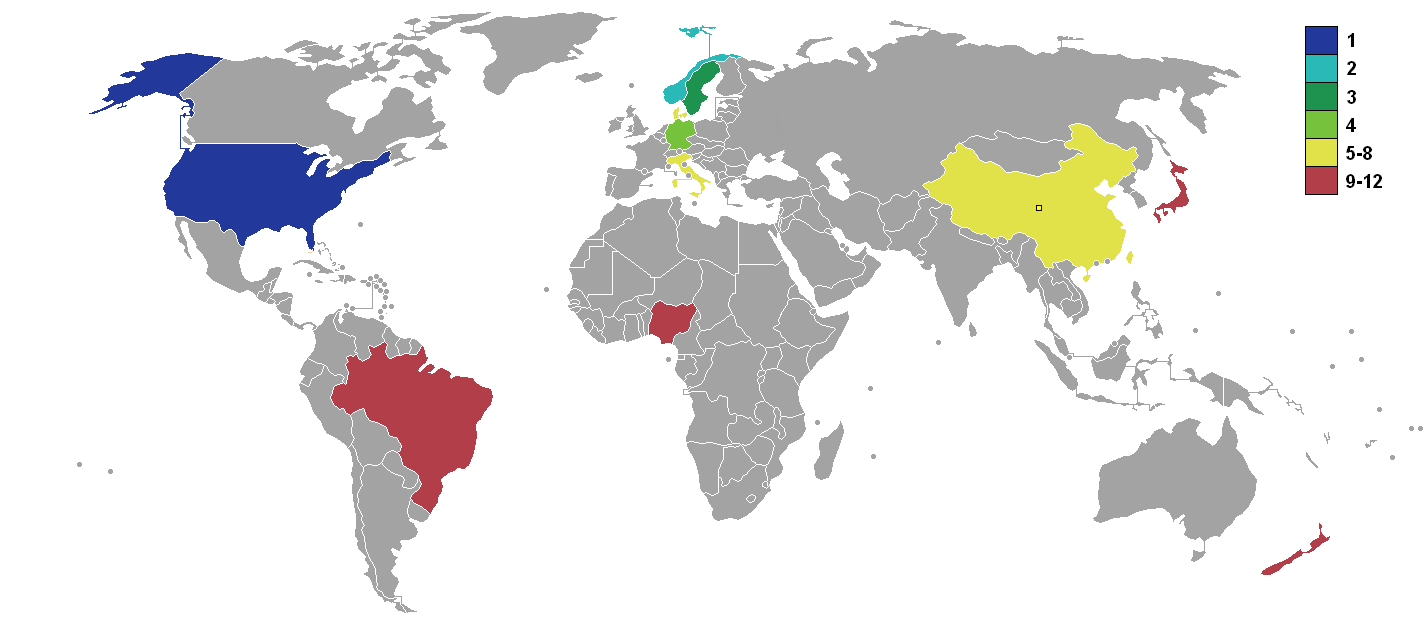
Részt vevő országok

Az 1991-es női labdarúgó-világbajnokság volt az első a női labdarúgó-világbajnokságok közül. Kínában tartották, és az Egyesült Államok nyerte meg.

## Helyszínek
- Tianhe Stadium, Kanton
- Guangdong Provincial Stadium, Kanton
- New Plaza Stadium, Foshan
- Ying Dong Stadium, Panyu
- Jiangmen Stadium, Jiangmen
- Zhongshan Stadium, Zhongshan

## Csapatok
Tizenkét csapat kvalifikálta magát az 1991-es női labdarúgó-világbajnokság döntőjébe. A FIFA mind a hat szövetsége képviselte magát: öt az UEFA, három az AFC,  egy-egy a CONCACAF, a CONMEBOL, a CAF, valamint az OFC zónákból. A 12 csapatot három csoportba sorsolták. A csoportok első két helyezetje, valamint a két legjobb harmadik került a negyeddöntőbe. Az egyenes kiesés után a legjobb négy elődöntőzött, a vesztesek a bronzéremért, a győztesek játszottak az aranyéremért. A döntőt 65 000, a tornát 510 000 néző tekintette meg.
| - Afrika (CAF) - Nigéria - Ázsia (AFC) - Kína - Japán - Tajvan - Dél-Amerika (CONMEBOL) - Brazília - Óceánia (OFC) - Új-Zéland | - Európa (UEFA ) - Dánia - Németország - Olaszország - Norvégia - Svédország - Észak-Amerika, Közép-Amerika & Karib-térség (CONCACAF) - Egyesült Államok |

## Játékvezetők
Első alkalommal a FIFA JB 10 férfi és egy női Cláudia Vasconcelos játékvezetőt delegált. A játékvezetők közül öt 3-3, öt 2-2, míg a női bíró egy mérkőzést dirigált. Cláudia Vasconcelos lett az első női játékvezető, aki a világtornán (bronzmérkőzés) bíróként tevékenykedhetett. A játékvezetők többsége partbírói feladatokat is végzett. Az egyes számú pozíciós küldést kapott a kor előírása szerint játékvezetői sérülésnél továbbvezeti a találkozót. A játékvezetők munkáját 10 női partbíró segítette: kettő európai, egy-egy mexikói és új-zélandi, valamint hat kínai. A német Gertrud Regus és a svéd Ingrid Jonsson nyújtott segítséget Vadzim Dzmitrijevics Zsuk részére a döntőben.
| Afrika - Omer Yengo - Fethi Boucetta Ázsia - Taj Jü-kuang - Li Haj-szeng - Lu Csün - Xuezhi Wang - Jü Csing-jin - Zuo Xiudi - Gyanu Raja Shresta Közép-Amerika - Rafael Rodriguez - Maria Herrera Garcia | Dél-Amerika - Cláudia Vasconcelos - Salvador Marcone - John Toro Rendón Európa - Gertrud Regus - Vaszílisz Nikákisz - James McCluskey - Ingrid Jonsson - Vadzim Dzmitrijevics Zsuk Oceánia - Linda May Black |

## Csoportok

### A csoport
| Csapat    | M | Gy | D | V | Rg | Kg | Gk  | P |
| --------- | - | -- | - | - | -- | -- | --- | - |
| Kína      | 3 | 2  | 1 | 0 | 10 | 3  | 7   | 5 |
| Norvégia  | 3 | 2  | 0 | 1 | 6  | 5  | 1   | 4 |
| Dánia     | 3 | 1  | 1 | 1 | 6  | 4  | 2   | 3 |
| Új-Zéland | 3 | 0  | 0 | 3 | 1  | 11 | -10 | 0 |

| 1991. november 16. 20:45 |

| Kína                          | 4–0               | Norvégia |
| ----------------------------- | ----------------- | -------- |
| Ma 22' Liu 45' 50' Sun Q. 75' | (2–0) Jegyzőkönyv |          |

| Tianhe Stadium, Kanton Nézőszám: 65 000 Játékvezető: Salvador Marcone (Chile) |

| 1991. november 17. 19:45 |

| Dánia                        | 3–0               | Új-Zéland |
| ---------------------------- | ----------------- | --------- |
| Jensen 15' 40' MacKensie 42' | (3–0) Jegyzőkönyv |           |

| Tianhe Stadium, Kanton Nézőszám: 14 000 Játékvezető: Omer Yengo (Kongó) |

| 1991. november 19. 15:30 |

| Norvégia                                       | 4–0               | Új-Zéland |
| ---------------------------------------------- | ----------------- | --------- |
| Campbell 30' (öngól) Medalen 32' 38' Riise 49' | (3–0) Jegyzőkönyv |           |

| Guangdong Provincial Stadium, Kanton Nézőszám: 12 000 Játékvezető: Salvador Marcone (Chile) |

| 1991. november 19. 19:45 |

| Kína             | 2–2               | Dánia                  |
| ---------------- | ----------------- | ---------------------- |
| Szun 37' Wei 76' | (1–1) Jegyzőkönyv | Kolding 24' Nissen 55' |

| Guangdong Provincial Stadium, Kanton Nézőszám: 27 000 Játékvezető: Vaszílisz Nikákisz (Görögország) |

| 1991. november 21. 19:45 |

| Kína                        | 4–1               | Új-Zéland |
| --------------------------- | ----------------- | --------- |
| Csou 20' Liu 22' 60' Wu 24' | (3–0) Jegyzőkönyv | Nye 65'   |

| New Plaza Stadium, Foshan Nézőszám: 14 000 Játékvezető: Gyanu Raja Shresta (Nepál) |

| 1991. november 21. 19:45 |

| Norvégia                            | 2–1               | Dánia                    |
| ----------------------------------- | ----------------- | ------------------------ |
| Svensson 14' (11-esből) Medalen 56' | (1–0) Jegyzőkönyv | Thychosen 54' (11-esből) |

| Ying Dong Stadium, Panyu Nézőszám: 15 500 Játékvezető: Vadzim Dzmitrijevics Zsuk (Szovjetunió) |

### B csoport
| Csapat           | M | Gy | D | V | Rg | Kg | Gk  | P |
| ---------------- | - | -- | - | - | -- | -- | --- | - |
| Egyesült Államok | 3 | 3  | 0 | 0 | 11 | 2  | 9   | 6 |
| Svédország       | 3 | 2  | 0 | 1 | 12 | 3  | 9   | 4 |
| Brazília         | 3 | 1  | 0 | 2 | 1  | 7  | -6  | 2 |
| Japán            | 3 | 0  | 0 | 3 | 0  | 12 | -12 | 0 |

| 1991. november 17. 19:45 |

| Japán | 0–1               | Brazília |
| ----- | ----------------- | -------- |
|       | (0–1) Jegyzőkönyv | Elane 4' |

| New Plaza Stadium, Foshan Nézőszám: 14,000 Játékvezető: Lu Csün (Kína) |

| 1991. november 17. 19:45 |

| Svédország                    | 2–3               | Egyesült Államok          |
| ----------------------------- | ----------------- | ------------------------- |
| Videkull 65' I. Johansson 71' | (0–1) Jegyzőkönyv | Jennings 40' 49' Hamm 62' |

| Ying Dong Stadium, Panyu Nézőszám: 14,000 Játékvezető: John Toro Rendón (Kolumbia) |

| 1991. november 19. 19:45 |

| Japán | 0–8               | Svédország                                                                                  |
| ----- | ----------------- | ------------------------------------------------------------------------------------------- |
|       | (0–6) Jegyzőkönyv | Videkull 1' 11' Andelen 15' 60' Lundgren 25' Nilsson 27' Sundhage 35' Jamagucsi 70' (öngól) |

| New Plaza Stadium, Foshan Nézőszám: 14,000 Játékvezető: Gyanu Raja Shresta (Nepál) |

| 1991. november 19. 19:45 |

| Brazília | 0–5               | Egyesült Államok                                  |
| -------- | ----------------- | ------------------------------------------------- |
|          | (0–4) Jegyzőkönyv | Heinrichs 23' 35' Jennings 38' Akers 39' Hamm 63' |

| Ying Dong Stadium, Panyu Nézőszám: 15 500 Játékvezető: Vadzim Dzmitrijevics Zsuk (Szovjetunió) |

| 1991. november 21. 15:30 |

| Japán | 0–3               | Egyesült Államok          |
| ----- | ----------------- | ------------------------- |
|       | (0–3) Jegyzőkönyv | Akers 20' 37' Gebauer 39' |

| New Plaza Stadium, Foshan Nézőszám: 14 000 Játékvezető: John Toro Rendón (Kolumbia) |

| 1991. november 21. 15:30 |

| Brazília | 0–2               | Svédország                          |
| -------- | ----------------- | ----------------------------------- |
|          | (0–1) Jegyzőkönyv | Sundhage 42' (11-esből) Hedberg 56' |

| Ying Dong Stadium, Panyu Nézőszám: 12 000 Játékvezető: Lu Csün (Kína) |

### C csoport
| Csapat      | M | Gy | D | V | Rg | Kg | Gk | P |
| ----------- | - | -- | - | - | -- | -- | -- | - |
| Németország | 3 | 3  | 0 | 0 | 9  | 0  | 9  | 6 |
| Olaszország | 3 | 2  | 0 | 1 | 6  | 2  | 4  | 4 |
| Tajvan      | 3 | 1  | 0 | 2 | 2  | 8  | -6 | 2 |
| Nigéria     | 3 | 0  | 0 | 3 | 0  | 7  | -7 | 0 |

| 1991. november 17. 15:30 |

| Németország                           | 4–0               | Nigéria |
| ------------------------------------- | ----------------- | ------- |
| Neid 16' Mohr 32' 34' Göttschlich 57' | (3–0) Jegyzőkönyv |         |

| Jiangmen Stadium, Jiangmen Nézőszám: 14 000 Játékvezető: Rafael Rodriguez (Salvador) |

| 1991. november 17. 15:30 |

| Tajvan | 0–5               | Olaszország                                      |
| ------ | ----------------- | ------------------------------------------------ |
|        | (0–3) Jegyzőkönyv | Ferraguzzi 15' Marsiletti 29' Morace 37' 52' 66' |

| Jiangmen Stadium, Jiangmen Nézőszám: 11 000 Játékvezető: Fethi Boucetta (Tunézia) |

| 1991. november 19. 15:30 |

| Olaszország | 1–0               | Nigéria |
| ----------- | ----------------- | ------- |
| Morace 68'  | (0–0) Jegyzőkönyv |         |

| Zhongshan Stadium, Zhongshan Nézőszám: 12 000 Játékvezető: James McCluskey (Skócia) |

| 1991. november 19. 19:45 |

| Tajvan | 0–3               | Németország                          |
| ------ | ----------------- | ------------------------------------ |
|        | (0–2) Jegyzőkönyv | Wiegmann 10' (11-esből) Mohr 21' 50' |

| Zhongshan Stadium, Zhongshan Nézőszám: 10 000 Játékvezető: Fethi Boucetta (Tunézia) |

| 1991. november 21. 19:45 |

| Tajvan           | 2–0               | Nigéria |
| ---------------- | ----------------- | ------- |
| Lin 38' Chou 55' | (1–0) Jegyzőkönyv |         |

| Jiangmen Stadium, Jiangmen Nézőszám: 14 000 Játékvezető: Rafael Rodriguez (Salvador) |

| 1991. november 21. 19:45 |

| Olaszország | 0–2               | Németország           |
| ----------- | ----------------- | --------------------- |
|             | (0–0) Jegyzőkönyv | Mohr 67' Unsleber 79' |

| Zhongshan Stadium, Zhongshan Nézőszám: 12 000 Játékvezető: James McCluskey (Skócia) |

## Egyenes kieséses szakasz
|  |                          |                  |                      |                       |   |                  |                       |                       |                       |                       |               |       |       |
|  | Negyeddöntők             | Negyeddöntők     | Negyeddöntők         |                       |   | Elődöntők        | Elődöntők             | Elődöntők             |                       |                       | Döntő         | Döntő | Döntő |
|  | Negyeddöntők             | Negyeddöntők     | Negyeddöntők         |                       |   | Elődöntők        | Elődöntők             | Elődöntők             |                       |                       | Döntő         | Döntő | Döntő |
|  | november 24. – Zhongshan |                  |                      |                       |   |                  |                       |                       |                       |                       |               |       |       |
|  |                          |                  |                      |                       |   |                  |                       |                       |                       |                       |               |       |       |
|  | Dánia                    | Dánia            | 1                    |                       |   |                  |                       |                       |                       |                       |               |       |       |
|  | Dánia                    | Dánia            | 1                    | november 27. – Kanton |   |                  |                       |                       |                       |                       |               |       |       |
|  | Németország              | Németország      | 2                    |                       |   |                  |                       |                       |                       |                       |               |       |       |
|  | Németország              | Németország      | 2                    |                       |   | Németország      | Németország           | 2                     |                       |                       |               |       |       |
|  | november 24. – Foshan    |                  |                      |                       |   | Németország      | Németország           | 2                     |                       |                       |               |       |       |
|  |                          |                  | Egyesült Államok     | Egyesült Államok      | 5 |                  |                       |                       |                       |                       |               |       |       |
|  | Egyesült Államok         | Egyesült Államok | Egyesült Államok     | Egyesült Államok      | 5 | 7                |                       |                       |                       |                       |               |       |       |
|  | Egyesült Államok         | Egyesült Államok |                      |                       |   | 7                | november 30. – Kanton |                       |                       |                       |               |       |       |
|  | Tajvan                   | Tajvan           | 0                    |                       |   |                  |                       |                       |                       |                       |               |       |       |
|  | Tajvan                   | Tajvan           | 0                    |                       |   | Egyesült Államok | Egyesült Államok      | 2                     |                       |                       |               |       |       |
|  | november 24. – Kanton    |                  |                      |                       |   | Egyesült Államok | Egyesült Államok      | 2                     |                       |                       |               |       |       |
|  |                          |                  | Norvégia             | Norvégia              | 1 |                  |                       |                       |                       |                       |               |       |       |
|  | Kína                     | Kína             | Norvégia             | Norvégia              | 1 | 0                |                       |                       |                       |                       |               |       |       |
|  | Kína                     | Kína             | november 27. – Panyu |                       |   | 0                |                       |                       |                       |                       |               |       |       |
|  | Svédország               | Svédország       | 1                    |                       |   |                  |                       |                       |                       |                       |               |       |       |
|  | Svédország               | Svédország       | 1                    |                       |   | Svédország       | Svédország            | 1                     | Bronzmérkőzés         | Bronzmérkőzés         | Bronzmérkőzés |       |       |
|  | november 24. – Jiangmen  |                  |                      |                       |   | Svédország       | Svédország            | 1                     | Bronzmérkőzés         | Bronzmérkőzés         | Bronzmérkőzés |       |       |
|  |                          |                  | Norvégia             | Norvégia              | 4 |                  |                       | november 29. – Kanton | november 29. – Kanton | november 29. – Kanton |               |       |       |
|  | Norvégia                 | Norvégia         | Norvégia             | Norvégia              | 4 | 3                |                       | november 29. – Kanton | november 29. – Kanton | november 29. – Kanton |               |       |       |
|  | Norvégia                 | Norvégia         |                      |                       |   |                  |                       | Németország           | Németország           | 0                     |               |       |       |
|  | Olaszország              | Olaszország      | 2                    |                       |   |                  |                       | Németország           | Németország           | 0                     |               |       |       |
|  | Olaszország              | Olaszország      | 2                    |                       |   | Svédország       | Svédország            | 4                     |                       |                       |               |       |       |
|  |                          |                  |                      |                       |   | Svédország       | Svédország            | 4                     |                       |                       |               |       |       |

### Negyeddöntők
| 1991. november 24. 15:30 |

| Dánia                    | 1–2 (h. u.)                 | Németország                      |
| ------------------------ | --------------------------- | -------------------------------- |
| MacKensie 25' (11-esből) | (1–1, 1–1, 1–2) Jegyzőkönyv | Wiegmann 17' (11-esből) Mohr 98' |

| Zhongshan Stadium, Zhongshan Nézőszám: 12 000 Játékvezető: Vaszílisz Nikákisz (Görögország) |

| 1991. november 24. 19:45 |

| Kína | 0–1               | Svédország  |
| ---- | ----------------- | ----------- |
|      | (0–1) Jegyzőkönyv | Sundhage 3' |

| Tianhe Stadium, Kanton Nézőszám: 55 000 Játékvezető: John Toro Rendón (Kolumbia) |

| 1991. november 24. 19:45 |

| Norvégia                                        | 3–2 (h. u.)                 | Olaszország             |
| ----------------------------------------------- | --------------------------- | ----------------------- |
| Hegstad 22' Carlsen 67' Svensson 96' (11-esből) | (1–1, 2–2, 3–2) Jegyzőkönyv | Saimaso 31' Guarino 80' |

| Jiangmen Stadium, Jiangmen Nézőszám: 13 000 Játékvezető: Rafael Rodriguez (Salvador) |

| 1991. november 24. 19:45 |

| Egyesült Államok                                           | 7–0               | Tajvan |
| ---------------------------------------------------------- | ----------------- | ------ |
| Akers 8' 29' 33' 44' (11-esből) 48' Foudy 38' Biefield 79' | (4–0) Jegyzőkönyv |        |

| New Plaza Stadium, Foshan Nézőszám: 12 000 Játékvezető: Omer Yengo (Kongó) |

### Elődöntők
| 1991. november 27. 15:30 |

| Svédország  | 1–4               | Norvégia                                            |
| ----------- | ----------------- | --------------------------------------------------- |
| Videkull 6' | (1–2) Jegyzőkönyv | Svensson 39' (11-esből) Medalen 41' 77' Carlsen 67' |

| Ying Dong Stadium, Panyu Nézőszám: 16 000 Játékvezető: James McCluskey (Skócia) |

| 1991. november 27. 19:45 |

| Németország           | 2–5               | Egyesült Államok                       |
| --------------------- | ----------------- | -------------------------------------- |
| Mohr 34' Wiegmann 63' | (1–4) Jegyzőkönyv | Jennings 10' 22' 33' Heinrichs 54' 75' |

| Guangdong Provincial Stadium, Kanton Nézőszám: 15 000 Játékvezető: Salvador Marcone (Chile) |

### 3. helyért
| 1991. november 29. 19:45 |

| Svédország                                       | 4–0               | Németország |
| ------------------------------------------------ | ----------------- | ----------- |
| Andelen 7' Sundhage 11' Videkull 29' Nilsson 43' | (4–0) Jegyzőkönyv |             |

| Guangdong Provincial Stadium, Kanton Nézőszám: 20 000 Játékvezető: Cláudia Vasconcelos (Brazília) |

### Döntő
| 1991. november 30. 19:45 |

| Norvégia    | 1–2               | Egyesült Államok |
| ----------- | ----------------- | ---------------- |
| Medalen 29' | (1–1) Jegyzőkönyv | Akers 20' 78'    |

| Tianhe Stadium, Kanton Nézőszám: 63 000 Játékvezető: Vadzim Dzmitrijevics Zsuk (Szovjetunió) |

## Díjak
| Az 1991-es női labdarúgó-világbajnokság győztese |
| Egyesült Államok 1. cím                          |

| Aranycipő nyertes: | Aranylabda nyertes: | FIFA Fair Play Díj: |
| ------------------ | ------------------- | ------------------- |
| Michelle Akers     | Carin Jennings      | Németország         |

## Gólszerzők
| 10 gólos - Michelle Akers 7 gólos - Heidi Mohr 6 gólos - Linda Medalen - Carin Jennings 5 gólos - Lena Videkull 4 gólos - Liu Ailing - Pia Sundhage - April Heinrichs - Carolina Morace 3 gólos - Bettina Wiegmann - Tina Svensson - Anneli Andelen 2 gólos - Marianne Jensen - Susan MacKensie - Agnete Carlsen - Helen Nilsson - Mia Hamm | 1 gólos - Elane Rego dos Santos - Ma Li - Szun Kvigmej - Szun Ven - Vej Hajing - Vu Vejing - Csou Jang - Lin Mej Csun - Csou Taj Jing - Gudrun Göttschlich - Silvia Neid - Britta Unsleber - Feriana Ferraguzzi - Rita Guarino - Adele Marsiletti - Raffaella Saimaso - Susanne Hedberg - Ingrid Johansson - Malin Lundgren - Lisbet Kolding - Hanne Nissen - Annette Thychosen - Kim Barbara Nye - Birthe Hegstad - Hege Riise - Joy Biefield - Julie Foudy - Wendy Gebauer Öngól - Julia Campbell (a norvégoknak) - Jamagucsi Szajuri (a svédeknek) |